# Bulevares de los Mariscales
Los bulevares de los Mariscales (en francés, Boulevards des Maréchaux) denominan a un conjunto continuo de grandes avenidas que rodean París casi en el límite de la ciudad a lo largo de 33,7 kilómetros. Su denominación proviene del hecho de que cuando fueron creados fueron nombrados con los nombres de Mariscales del Primer Imperio francés.

## Historia
Los bulevares de los Mariscales ocupan el trazado del antiguo corredor militar (en francés, denominado rue Militaire) que discurría paralelo a la muralla y baluartes defensivos de Thiers, construidos en 1840. La ampliación de París en 1860 mediante la anexión de municipios vecinos extendió la ciudad justamente hasta estos muros, que con su gran glacis marcaba una profunda ruptura en el tejido urbano. En la década de 1920 , el desmantelamiento de esta infraestructura militar permitió crear un conjunto de bulevares que rodeaban la ciudad, de la misma manera que la destrucción del muro de Luis XIII había dado lugar al final del siglo XVII a los Grandes Bulevares (en fr. Grands Boulevards) de la ribera derecha del Sena.

## Entorno urbano
Los bulevares de los Mariscales forman un corredor prácticamente continuo que circunvala la ciudad de París. Corre paralelamente por el lado interior del Bulevar Periférico de París (en francés, Boulevard périphérique de Paris) a una distancia media de 150 metros. Sin embargo, los bulevares de los Mariscales no presenta características de vía rápida, sino que es una vía urbana: presenta intersecciones al mismo nivel (salvo algunos pasos subterráneos en ciertas intersecciones) y la velocidad máxima es de 50 km/h.
Los bulevares de los Mariscales unen entre sí las diferentes puertas de París y además, al sur, este y norte de la ciudad discurren paralelos a la línea clausurada de la Petite Ceinture, aunque a una distancia que alcanza los 1,4 km en el área de Ménilmontant. El espacio comprendido entre los bulevares de los mariscales y el Bulevar Periférico, que ocupa en antiguo glacis del muro de Thiers, forma una banda urbanísticamente diferente del resto de la ciudad. En ella se edificaron una importante cantidad de bloques de viviendas sociales o de precios reducidos con sus característicos ladrillos rojos, dotaciones educativas y deportivas, además de algunas zonas verdes así como la Ciudad internacional universitaria de París.

## Ordenación viaria
Los bulevares de los Mariscales disponen de carriles reservados a los autobuses así como de un carril bici sobre la acera.
La línea T3 del Tranvía de París recorre el arco sur de los bulevares de los Mariscales, desde el puente del Garigliano (en fr., Pont du Garigliano) hasta la Porte de Vincennes (en fr., Porte de Vincennes). Es por ello que también recibe el sobrenombre de Tranvía de los Mariscales Sur (en fr. Tramway des Maréchaux Sud o TMS). A finales de 2012 las ampliaciones desde Porte d'Ivry a Porte de Vincennes y de Porte de Vincennes a Porte de la Chapelle (ya como línea T3b) entraron en funcionamiento. La previsión es completar la circunvalación en tranvía de París siguiendo los bulevares en los próximos años.
- Datos: Q597295
- Multimedia: Boulevards des Maréchaux / Q597295